# さすらいの二人
『さすらいの二人』（さすらいのふたり、イタリア語: Professione: reporter, 「職業 : 記者」の意）は、1975年（昭和50年）製作・公開、ミケランジェロ・アントニオーニ監督によるイタリア・スペイン・フランス合作映画。ジャック・ニコルソンとマリア・シュナイダーの共演作。

## スタッフ
製作：カルロ・ポンティ

## キャスト
- ジャック・ニコルソン：デイヴィッド・ロック
- マリア・シュナイダー：女
- イアン・ヘンドリー：マーティン
- ジェニー・ラナカー：レイチェル・ロック

## あらすじ
一人のジャーナリスト（ジャック・ニコルソン）が、行方不明になるが、残された妻はもう次の男を作っている。ある組織が、放浪するジャーナリストに追っ手（マリア・シュナイダー）を付ける。追っ手は、旅行中の女学生に扮している。彼と彼女は行きずりの恋の後に別れる。そして、組織の親玉はジャーナリストのホテルを訪れる。銃声が聞こえてパトカーがやってくる。部屋には男性の死体が転がっている。警官は、ジャーナリストの元妻と追っ手の女それぞれに、この男を知っているかと尋ねる。前者は「知らない」と、後者は「知っている」と答える。

## 備考
- 終盤に、オーソン・ウェルズの『黒い罠』冒頭シーンに次ぐほどの長回しがある。

## 関連事項
- 1976年の日本公開映画